# Thaumatococcus daniellii
Thaumatococcus es un género monotípico de plantas herbáceas perteneciente a la familia Marantaceae. Su única especie: Thaumatococcus daniellii (Benn.) Benth. in G.Bentham & J.D.Hooker, Gen. Pl. 3: 652 (1883), es originaria del oeste de África tropical.

## Descripción
Es una especie tropical conocida por ser la fuente natural de la taumatina, una proteína intensamente dulce que es de interés en el desarrollo de los edulcorantes. Es una planta herbácea grande, rizomatosa, nativa de las selvas de Ghana y alrededores. También es una especie introducida en las selvas tropicales del norte de Australia. Alcanza un tamaño de tres a cuatro metros de altura, y tiene grandes hojas, como de papel de hasta 46 centímetros de largo. Lleva pálidas flores de color púrpura y una fruta blanda que contiene algunas semillas de color negro brillante. El fruto está cubierto en un carnoso y rojo arilo, que es la parte que contiene la taumatina. En su área de distribución natural, la planta tiene una serie de usos, además de aromatizante. Los fuertes peciolos son utilizados como herramientas y materiales de construcción, las hojas se utilizan para envolver los alimentos, y las hojas y las semillas tienen un número de usos medicinales tradicionales.

## Taxonomía
Thaumatococcus daniellii fue descrita por  (Benn.) Benth. in G.Bentham & Hook.f. y publicado en Genera Plantarum 3: 652. 1883.
Variedades
- Thaumatococcus daniellii var. daniellii.
- Thaumatococcus daniellii var. puberulifolius Dhetchuvi & Diafouka, Belgian J. Bot. 126: 206 (1993 publ. 1994).

Sinonimia
- Phrynium daniellii Benn., Pharm. J. 14: 161 (1855).
- Monostiche daniellii (Benn.) Horan., Prodr. Monogr. Scitam.: 13 (1862).
- Donax danielii (Benn.) Roberty, Fl. Ouest-Afr.: 360 (1954).[3]